# Paternità responsabile
La paternità responsabile è un concetto della morale sessuale della Chiesa cattolica, espresso per la prima volta nell'enciclica Humanae Vitae di Paolo VI con l'espressione "paternità responsabile".
Tale concetto afferma che nel caso in cui nella coppia o nella famiglia vengano meno le condizioni fisiche, economiche, psicologiche e sociali necessarie per la serena crescita e lo sviluppo di un nuovo individuo, sia doverosa da parte della coppia la decisione di rimandare anche a tempo indeterminato una nuova nascita. Sempre nella stessa enciclica si afferma quindi che, secondo la visione cattolica, così come è un atto d'amore e di responsabilità verso Dio la decisione di avere un figlio, allo stesso tempo lo è la decisione di rimandare la nascita di una nuova vita se le condizioni della famiglia ne costituiscono un ostacolo.